# Böckh János (geológus)

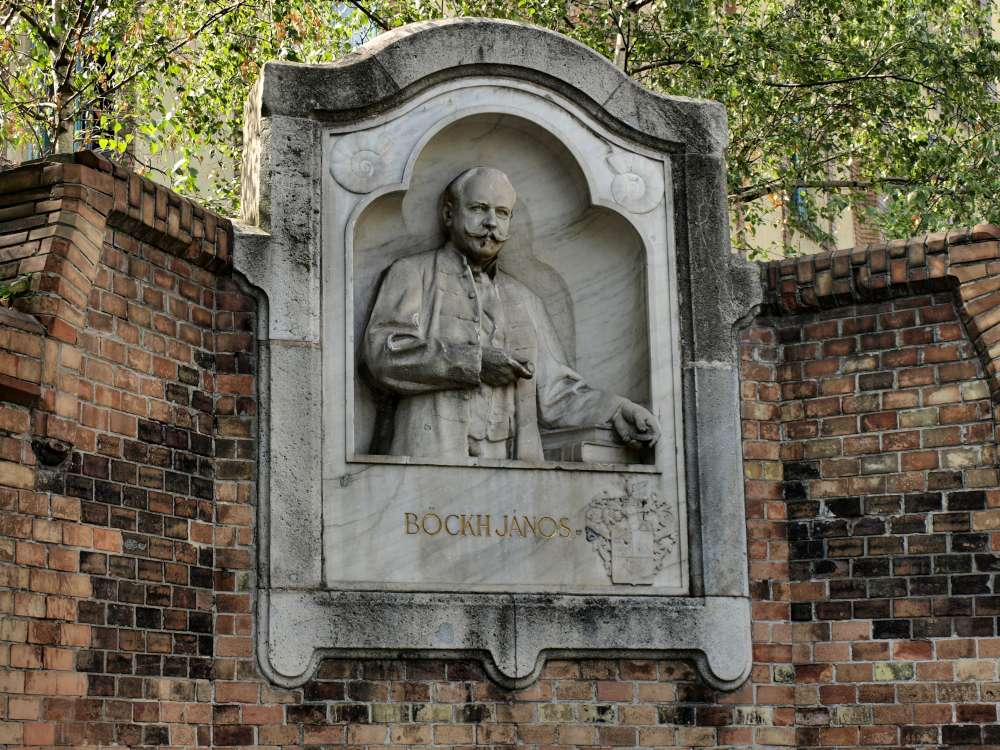
Böckh János faliszobra a Földtani Intézet falán

Böckh János (1907-től nagysuri Böckh János) (Pest, 1840. október 20. – Budapest, 1909. május 10.) okleveles bányamérnök, geológus, miniszteri osztálytanácsos, a Magyar Tudományos Akadémia levelező tagja, a Magyar Királyi Földtani Intézet igazgatója, a Magyarhoni Földtani Társulat alelnöke, majd tiszteleti tagja. A gyakorlati geológia alkalmazója a bányászatban.
Érdemei elismeréséül 1907. május 1-jén nagysuri előnévvel magyar nemességet kapott.

## Tanulmányai
Elemi iskoláit a Pozsony megyei Somorján, középfokú tanulmányait  1850 és 1854 között Pozsonyban a főgimnáziumban végezte el. 1855 és 1858 között a kremsi (Ausztria) mérnökkari iskolában tanult, de nem lépett katonai pályára, 1858-ban vették fel a selmecbányai Bányászati és Erdészeti Akadémiára, ahol 1862-ben bányamérnöki képesítést szerzett. Ezt követően 1862-ben a stájerországi Eisenerz vasbányájában kezdte el a munkát, majd 1864-ben Alsó-Ausztriában Reisenauba nevezték ki bányatisztnek. Wilhelm Haidinger és Franz Hauer geológusok által vezetett bécsi Földtani Intézetben geológiai tanfolyamon vett részt. 1864 és 1866 között, ugyanezen idő alatt a bécsi Tudományegyetemen földtani előadásokat hallgatott.

## Gyakorlati munkája
1866 és 1868 között a bécsi, majd a pesti Pénzügyminisztérium alkalmazásában állt. Amikor 1868-ban Hantken Miksa vezetésével megalakult a Földmívelés-, Ipar- és Kereskedelemügyi Minisztériumban a Magyar Királyi Földtani Osztály Böckh János az alapítók között volt. A szervezetet azért hozták létre, hogy a hazai földtani kutatásokat magyar geológusok végezzék. Az 1869-ben megalapított Magyar Királyi Földtani Intézetben (ez volt az első önálló magyar tudományos kutatóintézet) kezdetben segédgeológus volt, majd 1871-ben osztálygeológusnak, míg 1872 évben főgeológusnak nevezték ki. Ebben az időben főleg a Dunántúl részletes földtani feltérképezésével foglalkozott. Kezdetben osztrák geológusokkal működött együtt, de hamarosan önálló térképezési munkákat végzett. 1882-ben az egyetemi tanárrá kinevezett Hantken Miksa után az intézet igazgatója lett.

## Intézetvezetői tevékenysége
1882-1908 között a Magyar Királyi Földtani Intézet munkatársa és igazgatója. A Földtani Intézet vezetőjeként is folytatta a földtani térképezési munkát a Bakony-hegység és a Mecsek részletes földtani leirását is elkészítette. Foglalkozott a Krassó-Szörényi középhegység részletes felvételével is, Máramaros és Háromszék megyék szénhidrogén előfordulásainak leirásával az ő nevéhez fűződik a hazai kőolajkutatás elindítása. Jelentősen fejlesztette az igazgatása alatt a Földtani Intézetet, kiszélesítette annak tevékenységét. 1883-ban bányaföldtani, 1891-ben agrogeológiai és 1892-ben vízföldtani kutatásokat indított el. Tevékenysége alapján az Intézet európai rangra emelkedett, az elméleti kutatások mellett nagy gondot fordított a gyakorlati munkára is. Igazgatói munkájának egyik jelentős állomása volt, hogy 1898 és 1899 között Lechner Ödön tervei alapján Hauszmann Sándor kivitelezésében felépült a ma is álló és működő szecessziós remekműnek számító intézeti palota a Stefánia úton. Intézetvezetői munkájában nagy hangsúlyt helyezett a szervezőmunkára.  Az Intézet tudományos elméleti és gyakorlati tevékenységéről évente jelentéseket tettek közzé, közkinccsé téve a legfrissebb kutatási eredményeket. 1902-ben miniszteri tanácsossá nevezték ki. 1908-ban 45 év szolgálat után vonult nyugállományba. Fia Böckh Hugó a selmecbányai Bányászati és Erdészeti Akadémia ásványtani és őslénytani tanára volt.

## Tudományos munkája
Elméleti kutatásai és a gyakorlatban végzett földtani térképészeti tevékenységét a Magyar Tudományos Akadémia 1876-ban ismerte el a levelező tagsággal. Igazgatási munkája mellett folytatta a kutatási munkát. Irányította a Pécs város vízellátását szolgáló hidrogeológiai kutatásokat és a Hosszúhetény környékén liász-kori szénelőfordulással kapcsolatos tanulmányokat. A Magyarhoni Földtani Társulat titkára volt 1873-tól, majd 1889 és 1895 között az alelnöki és 1895-től 1901-ig az elnöki teendőket látta el. Tiszteleti tagsággal tüntette ki a Magyar Földrajzi Társulat és a pozsonyi Természettudományi és Orvosi Egyesület. 1898-ban Szentpéterváron, míg 1900-ban Párizsban a Földtani Kongresszuson képviselte a magyar földtani tudományokat és előadásokat tartott. Hosszabb tanulmányutakat folytatott a Krím területén, a Kaukázusban és a Pireneus-hegységben.

## Kitüntetései
- 1896 Vaskoronarend
- 1898 Szt. Szaniszló rend
- 1900 Sósmezői petróleum előfordulás című munkájáért kitüntetésben részesítették
- 1908 Nemesi cím

## Szakirodalmi munkái
Működése során 71 könyvet és tanulmányt, valamint 23 földtani térképet adott ki, melyek közül kiemelkedik:
- A Bakony déli részének földtani viszonyai. 1870.
- Pécs város környékének földtani és vízi viszonyai. 1876.
- Adatok a Mecsek hegység s dombvidéke jurakorabeli lerakódásának ismertetéséhez. I. Stratigraphia. Székfoglaló értekezés. MTA. Budapest, 1880. (Értekezések a Természettudomány Köréből 10.)
- Adatok a Mecsek hegység s dombvidéke jurakorabeli lerakódásának ismertetéséhez. II. Palaeontologia. MTA. Budapest, 1881. (Értekezések a Természettudomány Köréből 11/9.)
- Hazánk hasznosítható ásványi nyersanyagainak térképe. 1896.
- Magyarország áttekintő földtani térképe. 1896.
- A geológia fejlődésének rövid története Magyarországon 1774–1896. Földtani Közlöny, 27. kötet, 1–4. füzet. Budapest, 1897. 4–15. oldal
- Európa nemzetközi földtani térképe. 1898.
- A magyar korona országainak területén művelésben és feltárófélben lévő ásványok előfordulási helyei. (Gesell Sándorral, németül is) Budapest. 1899.
- Néhány rhaetiai kori kövület Rezi vidékéről. (Lóczy Lajossal, németül is.) Budapest. 1912.

## Róla elnevezett taxonok
Parakellnerites boeckhi (Roth, 1871). Triász ammonitesz.
Proarcestes boeckhi (Mojsisovics, 1882). Triász ammonitesz.
Atractites boeckhi (Stürzenbaum, 1875). Triász coleoid fejlábú.
Daonella (Daonella) boeckhi Mojsisovics, 1874. Triász kagyló.
Megalodus boeckhi (Hoernes, 1899). Triász kagyló.
Avicula boeckhi Bittner, 1901. Triász kagyló.
Monotrypa boeckhiana Papp, 1900. Triász bryozoa.
Ceriopora boeckhiana Vinassa de Regny, 1901. Triász bryozoa.
Phylloceras böckhi Prinz, 1904. Érvénytelen taxonnév. (→ Phylloceras doderleinianum prinzi Géczy, 1967)
Urkutites boeckhi Géczy, 1967. Jura ammonitesz.
Boeckhia boeckhi Szabó, 1982. Jura csiga nem és faj.
Mitra (Vexillum) boeckhi (Szőts, 1953). Eocén csiga.
Ceronnectes boeckhi (Lőrenthey, 1897). Eocén rák.
Nummulina boeckhi Rozlozsnik, 1924. Eocén foraminifera.
Argiope boeckhi Matyasovszky, 1880. Miocén brachiopoda. Érvénytelen taxonnév, a Megathiris detruncata (Gmelin, 1791) junior szinonimája.
Ocinebrina boeckhi (Hoernes et Auinger, 1885). Miocén csiga.
Monteiroconus boeckhi (Halaváts, 1884). Miocén csiga.
Caranx boeckhi Gorjanovic-Kramberger, 1902. Miocén tüskésmakréla.
Caspia boeckhi (Lőrenthey, 1902). Pliocén csiga.
Viviparus boeckhi (Halaváts, 1888). Pleisztocén csiga.